# 李有新
李有新（1954年10月—），湖南平江人，1972年12月加入中国共产党。广西民族学院中文系中文专业毕业。2004年7月晋升少将军衔
历任75130部队战士、班长、排长、连副指导员、指导员、团政治处组织股干事、营副教导员；75100部队政治部组织处干事、副处长；75130部队团政治委员、部队副政治委员；75140部队政治委员；75550部队政治委员；75200部队（副军级）副政治委员。
2011年8月起任湖南省军区政治委员、党委书记，2011年10月经中共中央批准任中共湖南省委常委。2014年12月卸任中国人民解放军湖南省军区政治委员。2015年2月卸任湖南省委常委。